# Sức khỏe của nam giới

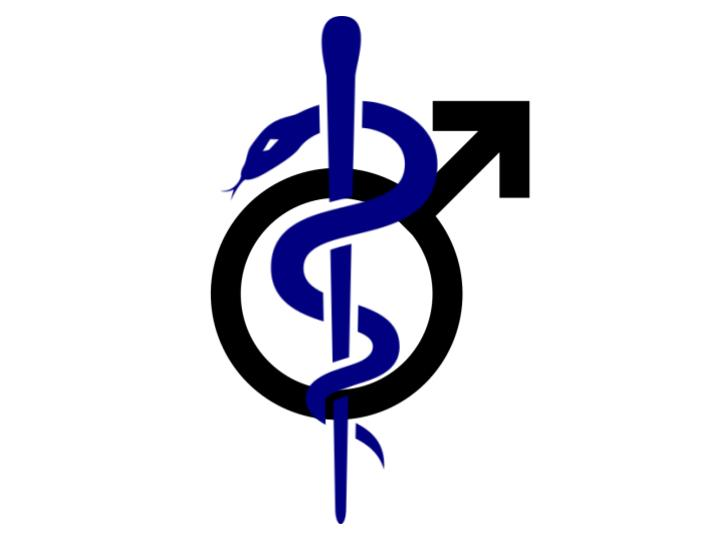
Biểu tượng cho sức khỏe của đàn ông

Sức khỏe của nam giới đề cập đến trạng thái hoàn toàn khỏe mạnh về thể chất, tinh thần và xã hội, như nam giới có thể cảm nhận, và không chỉ đơn thuần là không có bệnh tật hoặc đau đớn. Sự khác biệt về sức khỏe của nam giới so với phụ nữ có thể được quy cho các yếu tố sinh học (như cơ quan sinh dục nam hoặc hormone), yếu tố hành vi (nam giới có nhiều lựa chọn không lành mạnh hoặc rủi ro và ít tìm kiếm sự chăm sóc y tế) và các yếu tố xã hội (ví dụ: nghề nghiệp).     Những điều này thường liên quan đến các cấu trúc như cơ quan sinh dục nam hoặc các tình trạng gây ra bởi các hormone cụ thể, hoặc đáng chú ý nhất ở nam giới. Một số điều kiện ảnh hưởng đến cả nam và nữ, chẳng hạn như ung thư và chấn thương, cũng biểu hiện khác nhau ở nam giới. Các vấn đề sức khỏe của nam giới cũng bao gồm các tình huống y tế trong đó nam giới phải đối mặt với các vấn đề không liên quan trực tiếp đến sinh học của họ, chẳng hạn như tiếp cận phân biệt giới tính với điều trị y tế và các yếu tố kinh tế xã hội khác. Một số bệnh ảnh hưởng đến cả hai giới là phổ biến hơn ở nam giới. Bên ngoài châu Phi cận Sahara, nam giới có nguy cơ nhiễm HIV / AIDS cao hơn - một hiện tượng liên quan đến hoạt động tình dục không an toàn thường không có ý thức.